# Вулька-Кокося
Вулька-Кокося (пол. Wólka Kokosia) — село в Польщі, у гміні Добре Мінського повіту Мазовецького воєводства.
Населення — 237 осіб (2011).
У 1975-1998 роках село належало до Седлецького воєводства.

## Демографія
Демографічна структура станом на 31 березня 2011 року:
|          | Загалом | Допрацездатний вік | Працездатний вік | Постпрацездатний вік |
| -------- | ------- | ------------------ | ---------------- | -------------------- |
| Чоловіки | 126     | 30                 | 77               | 19                   |
| Жінки    | 111     | 28                 | 61               | 22                   |
| Разом    | 237     | 58                 | 138              | 41                   |